# 1098 (عدد)
ألف وثمانية وتسعون 1098 هو عدد صحيح، يلي العدد 1097 وويسبق العدد 1099.

## في الرياضيات

### خصائص
- عدد طبيعي.[3]
- عدد زوجي.[4][5]
- عدد موجب،[6] السالب منه هو -1098.[7]

## في التاريخ
- 1098 هـ هي سنة في التقويم الهجري.
- هي سنة 1098 م في التقويم الميلادي.

## وصلات خارجية
الأعداد الصاتمة، ديوان اللغة العربية.